# Keiju Karashima
Keiju Karashima (辛島 啓珠 Karashima Keiju?), född 24 juni 1971 i Kyoto prefektur, är en japansk före detta fotbollsspelare.
Karashima började sin karriär 1994 i Gamba Osaka. Han spelade 67 ligamatcher för klubben. 1997 flyttade han till Avispa Fukuoka. Efter Avispa Fukuoka spelade han för Kyoto Purple Sanga och Mito HollyHock. Han avslutade karriären 2001.